# Magnolia sprengeri
Magnolia sprengeri este o specie de plante din genul Magnolia, familia Magnoliaceae, descrisă de Renato Pampanini. Conform Catalogue of Life specia Magnolia sprengeri nu are subspecii cunoscute.